# Henri Rouvillois
Pour les articles homonymes, voir Rouvillois.
Henri Emile Louis Rouvillois, né le 26 décembre 1875 à Trosly-Loire et mort le 11 juillet 1969 à Paris, est un chirurgien militaire français.

## Biographie
Élève au lycée Corneille à Rouen de 1888 à 1892, condisciple de Georges Guillain et Charles Muller. Il termine ses études à Lille, au lycée Faidherbe. 
Sa carrière militaire débute le 1er octobre 1895 à l'École du service de santé des armées de Lyon-Bron, élève de Célestin Sieur. Il obtient son doctorat en médecine à Lyon en 1898. Il est nommé répétiteur à l'École du Service de Santé militaire. Il prépare l'agrégation et suit la formation de médecin opératoire à l'École du service de santé des armées en 1905-1906, il est reçu à l'agrégation de chirurgie d'armée, en 1907. De 1907 à 1911, il est l'agrégé et l'assistant du professeur Célestin Sieur au Val-de-Grâce.
De mai 1911 à novembre 1913, Il est chirurgien du Corps de débarquement du Maroc Occidental, désigné, en mai 1911, comme médecin-chef de l'hôpital de campagne no 1, à Casablanca. Henri Rouvillois s'est fait connaître des milieux médicaux militaire et civil en publiant à la Société nationale de chirurgie des observations de plaies traitées par lui à l'hôpital de Casablanca durant la campagne du Maroc de 1911.
Pendant la Première Guerre mondiale, mobilisé en 1914 comme chirurgien du 17e Corps d'armée, en Champagne, à Nantivet, il se trouve devant une situation difficile : "nombreux blessés, locaux de fortune, personnel et matériel insuffisants pour faire œuvre chirurgicale". En mai 1915, il devient le chef de l'autochir No 2. Henri Rouvillois, médecin-major de 1re classe, dirigeait l'ambulance mais tenait à remplir sa fonction essentielle de chef d'une des quatre équipes chirurgicales. Il y côtoie  Albert Pedeprade, Sébastien Paul Guillaume-Louis et Antoine Basset. Il opère ses blessés jusqu'à la fin de la guerre. L'auto-chir. 2 fonctionne dans quatre régions, en Artois, à Houdain, lors de l'offensive du printemps 1915 ; puis à Marcelcave, près de Villers-Bretonneux, quand se déclenche l'attaque de la Somme ; au Chemin des Dames, à Courlandon, d'avril à juin 1917, où elle est plusieurs fois bombardée ; enfin, à la lisière de la forêt de Souilly, au centre de l'arc de cercle de la bataille de Verdun, à Maujouy.
Nommé, après guerre, professeur de chirurgie de guerre  au Val-de-Grâce, directeur du Service de Santé de la Xe Région militaire à Rennes, en avril 1926 ; puis à l'École d'application du Service de santé militaire de 1929 à 1932 ; au ministère de la Défense nationale comme directeur du Service de Santé de l'armée de 1932 à 1935 ; à l'inspection générale du Service de Santé et à la présidence du Comité consultatif de Santé jusqu'au 26 décembre 1937, date à laquelle il fut atteint par la limite d'âge et placé dans le cadre de réserve. Il devient médecin-conseil de la S. N. C. F. Rappelé à l'activité le 2 septembre 1939, il est inspecteur des services chirurgicaux et spéciaux du territoire jusqu'au 1er juillet 1940. 
Président de l'Académie de Chirurgie en 1936. En 1944, il est élu vice-président du Conseil d'Hygiène de la Seine. Président de l'Académie nationale de médecine en 1946. Il est nommé, en 1949, président du Comité national de défense contre l'alcool, membre du Haut-Comité d'études et d'information contre l'alcool. En 1953, il est président de la Société d'entraide des membres de la Légion d'honneur. Membre honoraire étranger de l'Académie royale de médecine de Belgique le 30 novembre 1957.
Il meurt le 11 juillet 1969 en son domicile, au no 132, boulevard Raspail dans le 6e arrondissement de Paris, et, est inhumé au cimetière du Père-Lachaise (65e division).
Par décision de Madame Florence Parly, ministre des armées, il est nommé parrain de la promotion 2017 de l’École de Santé des Armées de Lyon-Bron. L'image de l'insigne de la promotion, dessiné par les élèves, figure ci-dessous.

## Décorations
- Grand-croix de la Légion d'honneur depuis le 5 juillet 1946
- Croix de guerre 1914-1918
- Commandeur de l’Ordre de Léopold.
- Médaille commémorative du Maroc
- Officier de l'ordre du Nichan Iftikhar
- Chevalier de l'étoile noire du Bénin

## Hommage
- La [ promotion 2017] de l'école de santé des armées porte son nom[5],[6].
- Un amphithéâtre de l’Hôpital d'Instruction des Armées du Val de-Grâce porte son nom.

## Œuvres
- « Du symptôme de Parkinson chez les jeunes sujets », thèse de doctorat en médecine, Lyon, 1898-1899.
- « Étude des lésions traumatiques des maxillaires »
- « Rapport sur les accidents des sinusites frontales », 1911
- « Études de chirurgie de guerre de l'auto-chir. no 2, mai 1915-novembre 1918 » H. Rouvillois ; P. Guillaume-Louis, A. Pédeprade, A. Basset ; préface de C. Sieur, Paris, Impr. de la Cour d'appel , 1920
- « L'Infection osseuse en chirurgie ostéo-articulaire de guerre », 1920
- « l'appareillage des fractures », Association française de chirurgie - XXXIV Congrès français de chirurgie, Rapport M. H. Rouvillois, Paris,  [s.n.] , 1925
- « Titres et travaux scientifiques du Dr Henri Rouvillois »
- « Les appareils de transport et de traitement des factures des membres », 1929
- « Les greffes osseuses »
- « Les lésions traumatiques des articulations » en collaboration avec Maisonnet, dans le traité de chirurgie de Le Lentu et Delbet (1935-1936).

## Source
- Sylvain Blondin, Éloge de Henri Rouvillois, Bulletin de l'Académie nationale de médecine, 3 mars 1970 sur Gallica
- Titres et travaux scientifiques du Dr Henri Rouvillois, Paris : BIU Santé , 2013
- Association Santards, Navalais et Traditions de l'école de santé des armées, https://sites.google.com/view/santards-navalais-traditions/